# Giải vô địch bóng đá trẻ châu Á 1962
Giải vô địch bóng đá trẻ châu Á 1962 diễn ra tại Băng Cốc, Thái Lan.

## Các đội tham dự
Các đội sau đây tham dự giải đấu:
- Miến Điện
- Hồng Kông
- Indonesia
- Nhật Bản
- Mã Lai
- Pakistan
- Singapore
- Hàn Quốc
- Thái Lan (chủ nhà)
- Việt Nam Cộng hòa

## Vòng bảng

### Bảng A
| Đội               | ST | T | H | B | BT | BB | HS | Đ |
| ----------------- | -- | - | - | - | -- | -- | -- | - |
| Thái Lan          | 4  | 2 | 2 | 0 | 5  | 2  | +3 | 6 |
| Mã Lai            | 4  | 2 | 2 | 0 | 11 | 3  | +8 | 6 |
| Việt Nam Cộng hòa | 4  | 1 | 2 | 1 | 6  | 5  | +1 | 4 |
| Nhật Bản          | 4  | 1 | 0 | 3 | 4  | 9  | –5 | 2 |
| Miến Điện         | 4  | 1 | 0 | 3 | 1  | 8  | –7 | 2 |

| 14 tháng 4 | Nhật Bản          | 0–2 | Thái Lan          |
| 15 tháng 4 | Mã Lai            | 2–2 | Việt Nam Cộng hòa |
| 16 tháng 4 | Miến Điện         | 0–1 | Thái Lan          |
| 17 tháng 4 | Nhật Bản          | 0–4 | Mã Lai            |
| 18 tháng 4 | Miến Điện         | 1–0 | Việt Nam Cộng hòa |
| 19 tháng 4 | Mã Lai            | 1–1 | Thái Lan          |
| 20 tháng 4 | Miến Điện         | 0–3 | Nhật Bản          |
| 21 tháng 4 | Việt Nam Cộng hòa | 1–1 | Thái Lan          |
| 22 tháng 4 | Miến Điện         | 0–4 | Mã Lai            |
| 23 tháng 4 | Nhật Bản          | 1–3 | Việt Nam Cộng hòa |

#### Play-of tranh vị trí nhất bảng
| Thái Lan | 3 – 0 | Mã Lai |
| -------- | ----- | ------ |
|          |       |        |

### Bảng B
| Đội       | ST | T | H | B | BT | BB | HS  | Đ |
| --------- | -- | - | - | - | -- | -- | --- | - |
| Hàn Quốc  | 4  | 3 | 1 | 0 | 13 | 0  | +13 | 7 |
| Indonesia | 4  | 2 | 1 | 1 | 6  | 4  | +2  | 5 |
| Pakistan  | 4  | 2 | 0 | 2 | 9  | 8  | +1  | 4 |
| Hồng Kông | 4  | 2 | 0 | 2 | 7  | 8  | –1  | 4 |
| Singapore | 4  | 0 | 0 | 4 | 1  | 16 | –15 | 0 |

| 14 tháng 4 | Hồng Kông | 0–4 | Hàn Quốc  |
| 15 tháng 4 | Indonesia | 4–1 | Singapore |
| 16 tháng 4 | Hồng Kông | 4–2 | Pakistan  |
| 17 tháng 4 | Indonesia | 0–0 | Hàn Quốc  |
| 18 tháng 4 | Pakistan  | 4–0 | Singapore |
| 19 tháng 4 | Hồng Kông | 0–2 | Indonesia |
| 20 tháng 4 | Hàn Quốc  | 5–0 | Singapore |
| 21 tháng 4 | Indonesia | 0–3 | Pakistan  |
| 22 tháng 4 | Hồng Kông | 3–0 | Singapore |
| 23 tháng 4 | Hàn Quốc  | 4–0 | Pakistan  |

## Tranh hạng ba
| Indonesia | 3 – 0 | Mã Lai |
| --------- | ----- | ------ |
|           |       |        |

## Chung kết
| Thái Lan | 2 – 1 | Hàn Quốc |
| -------- | ----- | -------- |
|          |       |          |